# Manuel Hermenegildo Saiz
Manuel Hermenegildo Saiz Collado (Valdecabras, 13 de abril de 1786 – Cuenca, 2 de febrero de 1822) fue un compositor y maestro de capilla español.

## Vida
Nació en Valdecabras, actualmente una pedanía de la ciudad de Cuenca, el 13 de abril de 1789, hijo de Joaquín Saiz y Catalina Collado. Fue bautizado el 24 de abril, «por caso de necesidad», en la Iglesia de Nuestra Señora de la Asunción.
En 1796 ingresó en el Colegio de Infantes San José de la Catedral de Cuenca. Permanecería en el colegio hasta 1801, lo que lo obligó a examinarse en seis ocasiones. En los informes de los examinadores se encuentran comentarios como «Manuel Saiz, natural de Valdecabras, edad 10 años y medio y de Colegio 9 meses, buena voz y algo corto de talento» en 1796 o «Manuel Saiz, natural de Valdecabras, edad 11 años y 6 meses; de Colegio un año y 9 meses. Corto de talento y genio, pero estudia» en 1797. Los siguientes informes fueron mejorando poco a poco y un año más tarde, ya bajo la tutela del nuevo maestro, Santiago de Pradas, el informe ya muestra un tono distinto: «Manuel Saiz, natural de Valdecabras, edad 12 años no cumplidos y de Colegio 2 y 9 meses, tiene buena voz y aplicación; podría servir en el primer coro». Los informes se mantuvieron más o menos igual en los dos años siguientes, hasta que en 1801 se truncó su estancia por el cambio de voz: «Manuel Saiz, natural de Valdecabras, de edad 15 años y de Colegio 6, perdió la voz y es inútil para el canto; ha adelantado mucho en la Composición y es muy aplicado. Despedido por cumplido».
En 1800 ya había empezado a estudiar Composición y tras su salida del coro, como se hacía con muchos de los colegiales, se le permitió mantenerse en la institución. El 19 de octubre de 1801 Saiz había solicita al cabildo ser tenido en cuenta para la plaza de acólito cuando quedase vacante alguna debido a la falta de medios de sus padres para continuar el estudio de la música, lo que se consiguió a principios de noviembre de ese mismo año. Además se le concedieron los habituales 100 reales que se le daban a todos los niños que abandonaban el colegio. Hay pocas noticias de su tiempo como acolito, que se extendió hasta 1813. Durante estos años de inestabilidad, con la invasión francesa y el reinado de Fernando VII, el pequeño salario de los acólitos les llevó en varias ocasiones a solicitar ayudas económicas al cabildo. De hecho, en 1807 apelaban a la caridad del cabildo por «no sufragarles el salario que gozan ni aun para el preciso alimento diario [...] suplican al Cabildo use con ellos de su caridad socorriéndolos con los que fuese su voluntad para alivio de su necesidad». El cabildo accedió a la ayuda, pero le recordó que ya llevaba dos años más de los cuatro que se permitía en el acolitado. En agosto de 1811 el cabildo le recordó a Saiz que no le prorrogaría el cargo, pero aun así permanecería otros dos años, saliendo del colegio definitivamente en junio de 1813.
Pedro Aranaz se había jubilado en el magisterio en 1797, momento a partir del que Santiago Pradas ocupó el cargo de forma interina. Aranaz se había retirado por unos años a Zaragoza, pero pronto regresó manteniendo un gran poder en los asuntos musicales de la catedral y compartiendo el salario con Pradas. En 1805 Pradas pasó a ocupar de forma oficial el magisterio, pero continuó compartiendo el salario con Aranaz y siendo organista sustituto. En 1814, con poca salud y posiblemente cansado de la situación, Pradas solicitó dejar el magisterio y convertirse en organista primero. El cabildo accedió, decidiendo volver a la solución de 1797: un maestro interino bajo la tutela de Aranaz. Pero Aranaz ya tenía 75 años y le fallaba la vista, por lo que solicitó que se le exonerara de algunas de sus obligaciones. En esta situación, Saiz, que estaba en «paro técnico» desde hacía un año, solicitó el magisterio con un salario «suficiente para poder vivir sin distracción», a cambio de obligarse a realizar todas las obligaciones del maestro. El informe de Aranaz al cabildo fue positivo:

[...] Empezó a componer, y sus obras manifiestan numen, travesura y buen gusto, y en el día sería ya un insigne maestro si los alborotos de estos seis años le hubieran permitido producir muchas más obras que las que ha trabajado.
Agosto, 11 de 1814, Pedro Aranaz

Aranaz ya había avisado en su informe que el estado de la capilla era lamentable —ya desde tiempos de Pradas— y que se podían producir problemas con los músicos tras el nombramiento de Saiz. El cabildo se decidió por nombrar a Saiz maestro de capilla «sustituto» el 16 de agosto de 1814 con una asignación de 200 ducados. Saiz tuvo que enfrentarse a estos problemas y a otros intrínsecos a su cargo, con la dificultad añadida de que tanto Aranaz como Prada seguían activos en la catedral y contaban con el respeto del cabildo. De hecho la fama de Aranaz se extendía al resto de España y todavía en 1814 solicitaron su presencia como juez de unas oposiciones en la Catedral de Murcia. Las dificultades económicas de la Catedral continuaron, aunque sin la gravedad que habían tenido anteriormente. Entre los acontecimientos más destacados de su magisterio es la visita de Fernando VII en 1816.
Según Miguel Martínez, Saiz fue nombrado maestro de capilla titular en 1818, pero no hay rastros del nombramiento en las actas capitulares. Poco a poco fue aumentando el prestigio de Saiz como maestro y comenzaba a caminar por sus propios derroteros, musicalmente hablando, cuando cayó enfermo en 1821. Pradas, que era el organista, también se vio afectado de problemas de salud. La salud de Saiz fue empeorando y en septiembre de 1822 se leía un memorial del músico Manuel de Cañas en calidad de testamentario de Manuel Saiz. Saiz había fallecido en casa de Cañas el 2 de septiembre de 1822.

## Obra
Se conservan numerosas obras de Saiz en la Catedral de Cuenca, entre ellas motetes, lamentaciones, responsorios, misereres y una misa.